# 泉媛
泉媛（いずみひめ、生没年不明）は、日本の古代の人物である。磯城県主葉江の男弟・猪手の娘であり、懿徳天皇の后でもある。